# DEW-Gasometer Dortmund
Der DEW-Gasometer war ein Niederdruckgasbehälter der DEW21 in Dortmund.
Der am 18. Oktober 2015 gesprengte Gasometer diente zur Speicherung von Erdgas zur Versorgung der Dortmunder Bevölkerung. Der Gasbehälter unweit des Dortmunder Fredenbaumparks hatte ein Volumen von 150.000 m³ und einen Durchmesser von 51,2 Metern und eine Höhe von 82,9 Metern. Hersteller der druckregulierenden Scheibe des Behälters ist das ehemalige Dortmunder Unternehmen Aug. Klönne.
Die weithin sichtbare Beschriftung warb für den Energieversorger DEW21.
Zu Füßen des alten Niederdruckgasbehälters wird zudem Gas unter Druck in einem Kugelgasbehälter gespeichert.